# Aaron Ramsdale
Aaron Christopher Ramsdale (* 14. května 1998 Stoke-on-Trent) je anglický profesionální fotbalový brankář, který chytá za anglický klub Southampton FC. Reprezentoval Anglii v mládežnických kategoriích; s reprezentací do 19 let vyhrál Mistrovství Evropy do 19 let v roce 2017.

## Klubová kariéra

### Sheffield United
V roce 2013 se Ramsdale připojil k akademii Sheffieldu United, kam přestoupil z mládežnického týmu Boltonu Wanderers. V květnu 2016 podepsal s klubem svou první profesionální smlouvu.
Ramsdale debutoval v domácím zápase proti Leytonu Orient v FA Cupu; v zápase udržel čisté konto a pomohl Sheffieldu k výhře 6:0. Další zápas odehrál v následujícím zápase FA Cupu, tentokrát odchytal prohru 2:3 proti Boltonu Wanderers.

### AFC Bournemouth
Dne 31. ledna 2017 přestoupil Ramsdale do prvoligového Bournemouthu za částku ve výši 800 tisíc liber.

#### Chesterfield a Wimbledon (hostování)
V lednu 2018 odešel Ramsdale na půlroční hostování do Chesterfieldu hrajícího v League Two, na zbytek sezóny 2017/18. Ramsdale debutoval v dresu Chesterfieldu 6. ledna 2018 v zápase proti Accringtonu Stanley, ale vstřelil si vlastní gól při prohře 4:0. O týden později udržel čisté konto v utkání proti Luton Townu při výhře 2:0. Během sezóny 2017/18 odehrál Ramsdale za klub celkem 19 zápasů, ale tým se nedokázal udržet ve čtvrté nejvyšší soutěži.
Dne 4. ledna 2019 se Ramsdale připojil k třetiligovému Wimbledonu na hostování do konce sezóny 2018/19. O den později Ramsdale debutoval při pohárovém vítězství 3:2 nad Fleetwoodem. V lize debutoval o týden později při remíze 1:1 s Coventry City. V sezóně 2018/19 odchytal Ramsdale celkem 20 zápasů v League One, přičemž za své výkony v brance získal ocenění pro nejlepšího mladého hráče klubu.

#### Návrat do prvního týmu
Ramsdale debutoval v Premier League v prvním kole sezóny 2019/20 při remíze 1:1 proti svému bývalému týmu Sheffieldu United. Ramsdale se stal brankářskou jedničkou Bournemouthu v prvních měsících sezóny 2019/20, startoval ve všech ligových zápasech až do 12. ledna, kdy zápas proti Watfordu vynechal kvůli zranění. Nastoupil hned do příštího zápasu v Premier League, při prohře 1:0 s Norwichem City.
V říjnu 2019 podepsal s klubem novou dlouhodobou smlouvu. Ramsdale získal, po udržení dvou čistých kont v zápasech proti Norwichi City a Watfordu, ocenění pro nejlepšího hráče Sheffieldu měsíce. Svou formu udržel i do dalších měsíců, v lednu opět získal opět cenu pro Hráče měsíce. V ligové sezóně odehrál 37 utkání, udržel 5 čistých kont, nicméně sestupu Bournemouthu do Championship však nezabránil. 10. srpna byl Ramsdale jmenován nejlepším hráčem roku podle fanoušků.

### Sheffield United (2. angažmá)
Dne 19. srpna 2020 se Ramsdale vrátil do Sheffieldu United za částku okolo 18,5 milionu liber; v klubu podepsal čtyřletou smlouvu. V jediné sezóně, kterou v prvním týmu Sheffielu odehrál, odchytal všech 38 zápasů v Premier League, pětkrát udržel čistý štít. Sheffield však skončil v nejvyšší soutěži na poslední dvacáté příčce, a tak sestoupil do EFL Championship. V květnu 2021 byl jmenován nejlepším hráčem roku a také ocenění pro nejlepšího mladého hráče roku v Sheffieldu United.

### Arsenal
Dne 20. srpna 2021 přestoupil Ramsdale, po svém druhém sestupu z nejvyšší soutěže v řadě, do prvoligového Arsenalu za částku okolo 28 miliónů euro. V klubu podepsal smlouvu do léta 2025 s možností prodloužení o další rok.

## Reprezentační kariéra
Ramsdale reprezentoval Anglii na závěrečném turnaji Mistrovství Evropy hráčů do 19 let 2017, odchytal všech pět zápasů na turnaji, udržel tři čistá konta a výrazně se tak podepsal na vítězství Anglie na turnaji.
Ramsdale byl brankářskou jedničkou během kvalifikace na Mistrovství Evropy do 21 let 2021 a také odehrál všechny tři zápasy Anglie na turnaje, ve kterém tým vedený trenérem Aidym Boothroydem skončil již v základní skupině.
Ramsdale byl jmenován do 33členného prozatímního výběru týmu Garetha Southgata na závěrečný turnaj Euro 2020. Neobjevil se v závěrečné šestadvacetičlenné nominaci, přednost před ním dostali brankáři Dean Henderson, Sam Johnstone a Jordan Pickford, ale nakonec byl, po zranění Hendersona, do týmu povolán.

## Statistiky

### Klubové
K 14. srpnu 2021
| Klub                  | Sezóna  | Liga           | Liga   | Liga | FA Cup | FA Cup | EFL Cup | EFL Cup | Ostatní | Ostatní | Celkem | Celkem |
| Klub                  | Sezóna  | Liga           | Zápasy | Góly | Zápasy | Góly   | Zápasy  | Góly    | Zápasy  | Góly    | Zápasy | Góly   |
| --------------------- | ------- | -------------- | ------ | ---- | ------ | ------ | ------- | ------- | ------- | ------- | ------ | ------ |
| Sheffield United      | 2015/16 | League One     | 0      | 0    | 0      | 0      | 0       | 0       | 0       | 0       | 0      | 0      |
| Sheffield United      | 2016/17 | League One     | 0      | 0    | 2      | 0      | 0       | 0       | 0       | 0       | 2      | 0      |
| Sheffield United      | Celkem  | Celkem         | 0      | 0    | 2      | 0      | 0       | 0       | 0       | 0       | 2      | 0      |
| AFC Bournemouth       | 2016/17 | Premier League | 0      | 0    | —      | —      | —       | —       | —       | —       | 0      | 0      |
| AFC Bournemouth       | 2017/18 | Premier League | 0      | 0    | 0      | 0      | 0       | 0       | —       | —       | 0      | 0      |
| AFC Bournemouth       | 2018/19 | Premier League | 0      | 0    | —      | —      | 0       | 0       | —       | —       | 0      | 0      |
| AFC Bournemouth       | 2019/20 | Premier League | 37     | 0    | 0      | 0      | 0       | 0       | —       | —       | 37     | 0      |
| AFC Bournemouth       | Celkem  | Celkem         | 37     | 0    | 0      | 0      | 0       | 0       | —       | —       | 37     | 0      |
| Chesterfield (host.)  | 2017/18 | League Two     | 19     | 0    | —      | —      | —       | —       | —       | —       | 19     | 0      |
| AFC Wimbledon (host.) | 2018/19 | League One     | 20     | 0    | 3      | 0      | —       | —       | —       | —       | 23     | 0      |
| Sheffield United      | 2020/21 | Premier League | 38     | 0    | 4      | 0      | 0       | 0       | —       | —       | 42     | 0      |
| Sheffield United      | 2021/22 | Championship   | 2      | 0    | 0      | 0      | 0       | 0       | —       | —       | 2      | 0      |
| Sheffield United      | Celkem  | Celkem         | 40     | 0    | 4      | 0      | 0       | 0       | —       | —       | 44     | 0      |
| Arsenal               | 2021/22 | Premier League | 0      | 0    | 0      | 0      | 0       | 0       | —       | —       | 0      | 0      |
| Arsenal               | Celkem  | Celkem         | 0      | 0    | 0      | 0      | 0       | 0       | —       | —       | 0      | 0      |
| Celkem                | Celkem  | Celkem         | 116    | 0    | 9      | 0      | 0       | 0       | 0       | 0       | 125    | 0      |

## Ocenění

### Reprezentační

#### Anglie U19
- Mistrovství Evropy do 19 let: 2017[31]

#### Anglie U21
- Tournoi de Toulon: 2018[38]

#### Anglie
- Mistrovství Evropy: 2020 (druhé místo)[39]

### Individuální
- Hráč roku AFC Bournemouth podle fanoušků: 2019/20[40]
- Hráč roku Sheffieldu United: 2020/21[41]
- Mladý hráč roku Sheffieldu United: 2020/21[41]